# Karl Weinbrenner
Karl Weinbrenner (taktéž Carl Weinbrenner, 15. října 1856, Brno – 1. ledna 1942, Praha) byl česko-rakouský architekt a profesor na pražské německé technice. Během svého působení ve službách knížete Jana II. z Lichtenštejna navrhl řadu církevních a světských staveb na území lichtenštejnského panství na jižní Moravě a v Dolním Rakousku.

## Život
V letech 1875–1876 studoval na německé technice v Brně a poté pokračoval na Vysoké škole technické ve Vídni. Zde roku 1881 absolvoval první státní zkoušku a o rok později i druhou. Téhož roku také nastoupil na škole jako asistent. Během let 1881–1883 dále studoval na vídeňské Akademii výtvarných umění u profesora Friedricha von Schmidta. Od roku 1883 pracoval na stavebním úřadě olomouckého arcibiskupství v Kroměříži. Následujícího roku vstoupil do služeb knížete Jana II. z Lichtenštejna, kde setrval přes čtvrt století. Stal se vedoucím knížecího stavebního úřadu v Lednici, kde také navrhl a realizoval řadu obytných i veřejných staveb, které značně dotvořily ráz obce. Jako dvorní architekt knížete Lichtenštejna je autorem velkého množství církevních i světských staveb, zbudovaných v té době na lichtenštejnském panství na Břeclavsku a v Dolním Rakousku. Styl jeho návrhů sahal od pozdního historismu až po anglikanizující pozdní secesi. Na svých stavbách často využíval typickou produkci knížecí cihelny v Poštorné. Jedním z jeho nejvýznamnějších děl je kostel Navštívení Panny Marie v Poštorné.
V roce 1887 se oženil s Idou Prügerovou (Ida Prüger von Marchwalden), o rok později se manželům narodil syn Friedrich.
Roku 1909 opustil knížecí služby a odešel do Prahy, kde začal vyučovat středověkou církevní architekturu na tamější německé Vysoké škole technické. Zde zůstal až do odchodu do penze roku 1926. Během svého působení byl několikrát zvolen děkanem. Až do školního roku 1938/39 ještě zastával místo ve zkušební komisi pro státní závěrečné zkoušky.
Zemřel 1. ledna 1942 v Praze, pochován byl 7. ledna v Litoměřicích.

## Výběr z realizací
- Nová nemocnice ve Valticích (1888–1892)
- přestavba kostela Povýšení svatého Kříže v Lanžhotě (1892)
- Nemocniční úmrtní kaple ve Valticích
- Kostel svatého Bartoloměje v Katzelsdorfu v Dolních Rakousích (1905–1908)
- Budova nádraží v Lednici
- Kostel Navštívení Panny Marie v Poštorné (1895–1898)
- Kostel svatého archanděla Michaela v Ladné (1911–1912)

## Fotogalerie

církevní stavby
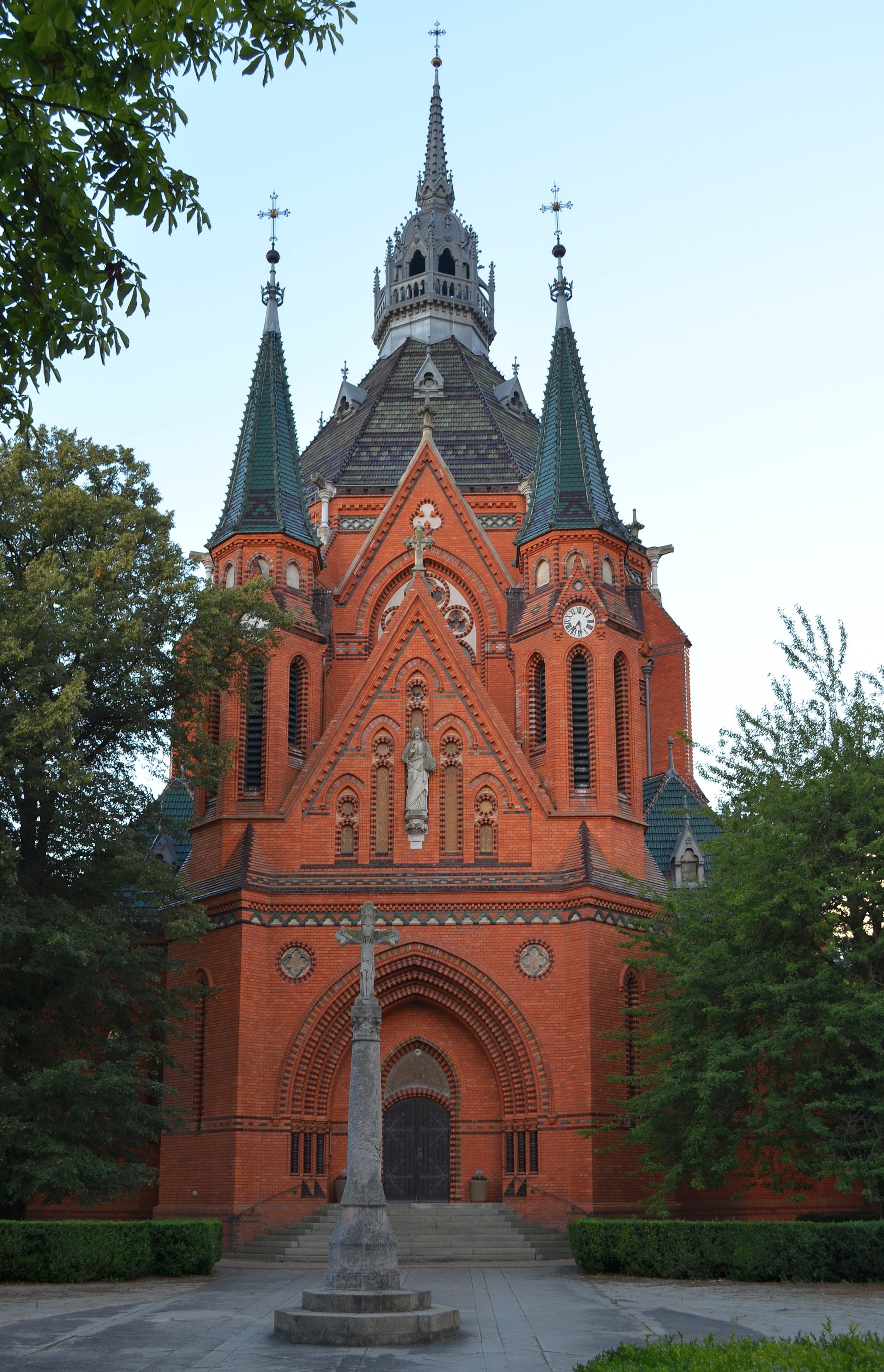
Kostel Navštívení Panny Marie v Poštorné
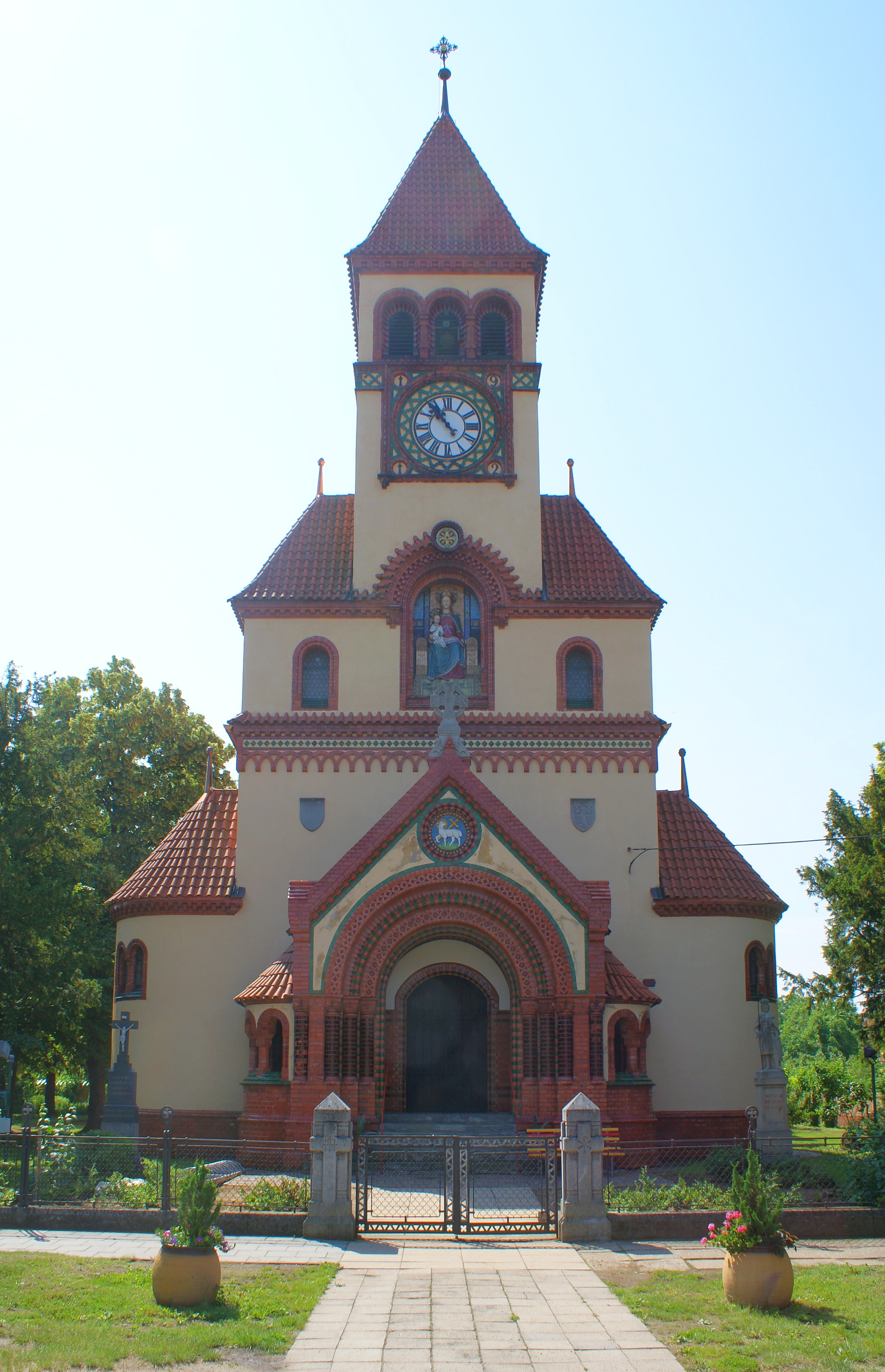
Kostel sv. Michaela archanděla v Ladné
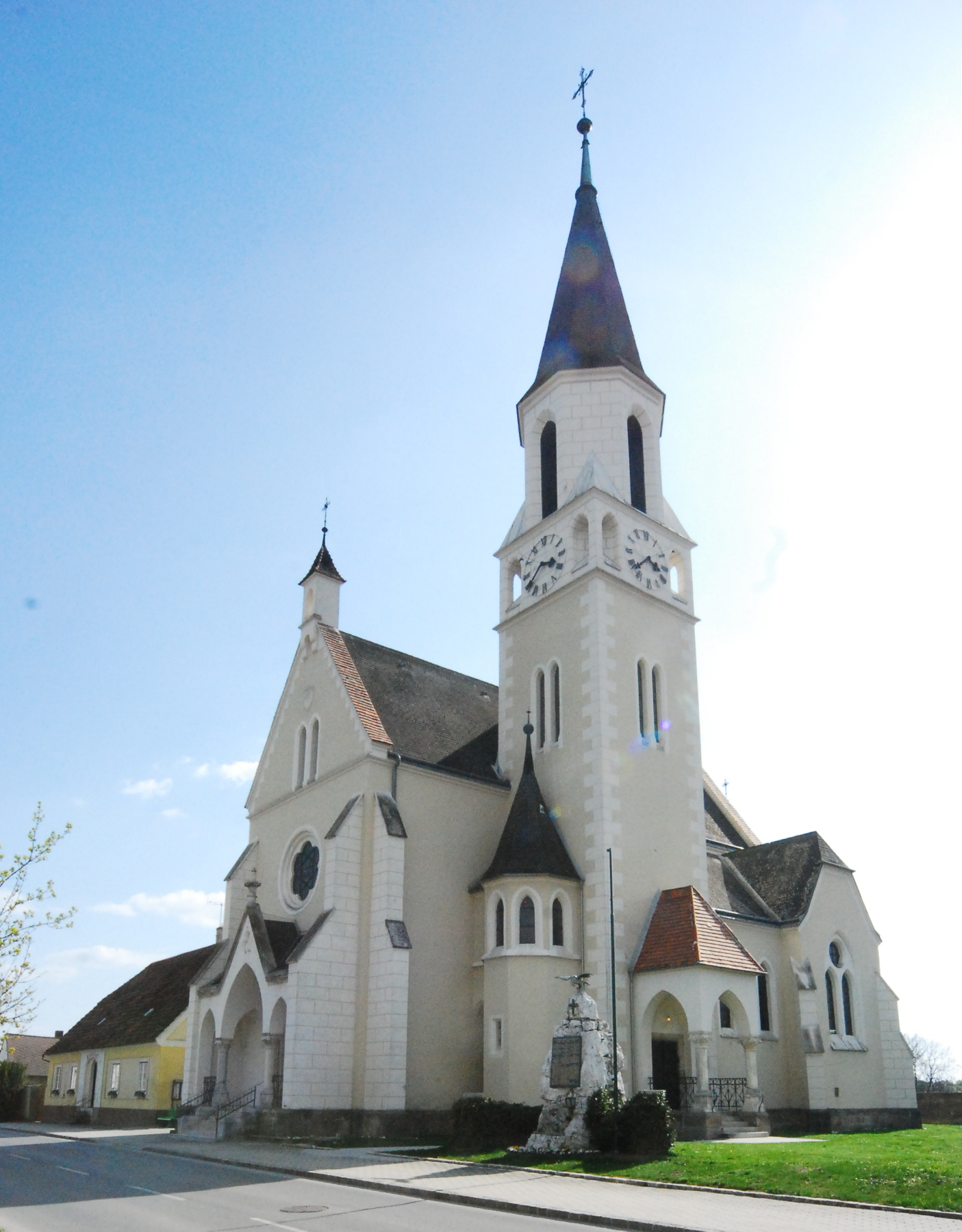
Kostel sv. Ondřeje v Palterndorfu
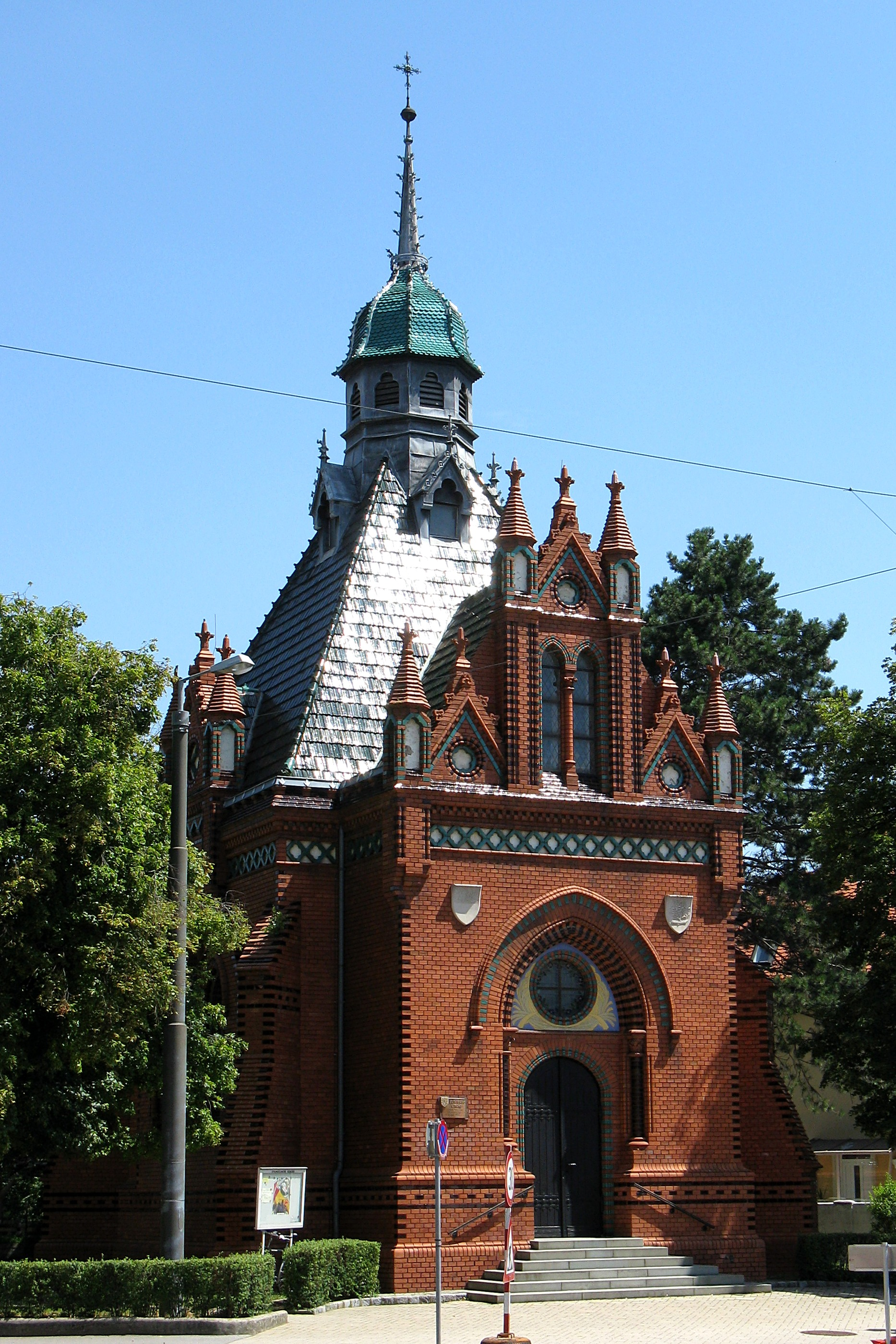
Kostel sv. Alžběty v Mistelbachu
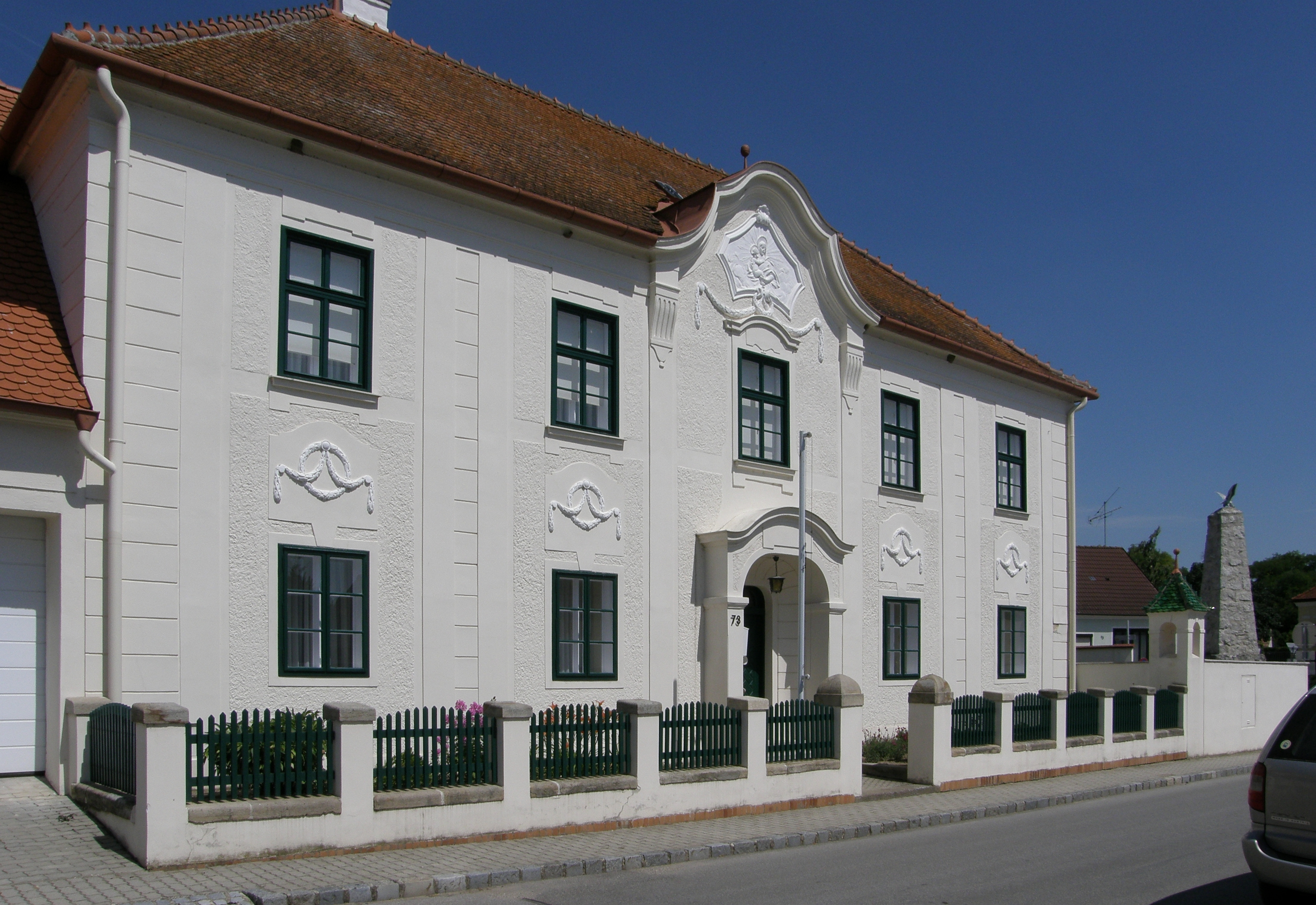
Fara v Katzelsdorfu
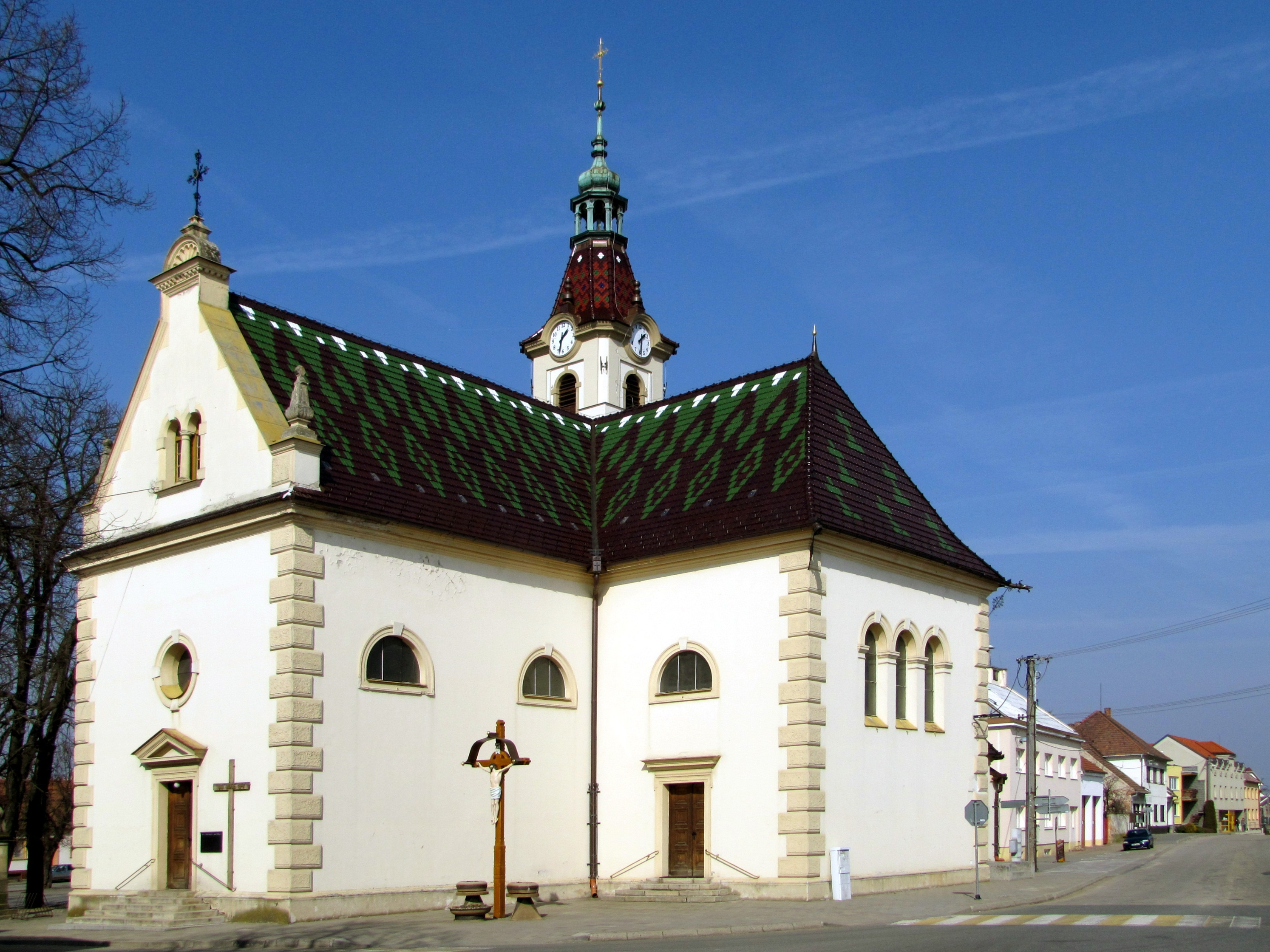
Kostel Povýšení sv. Kříže v Lanžhotě

světské stavby
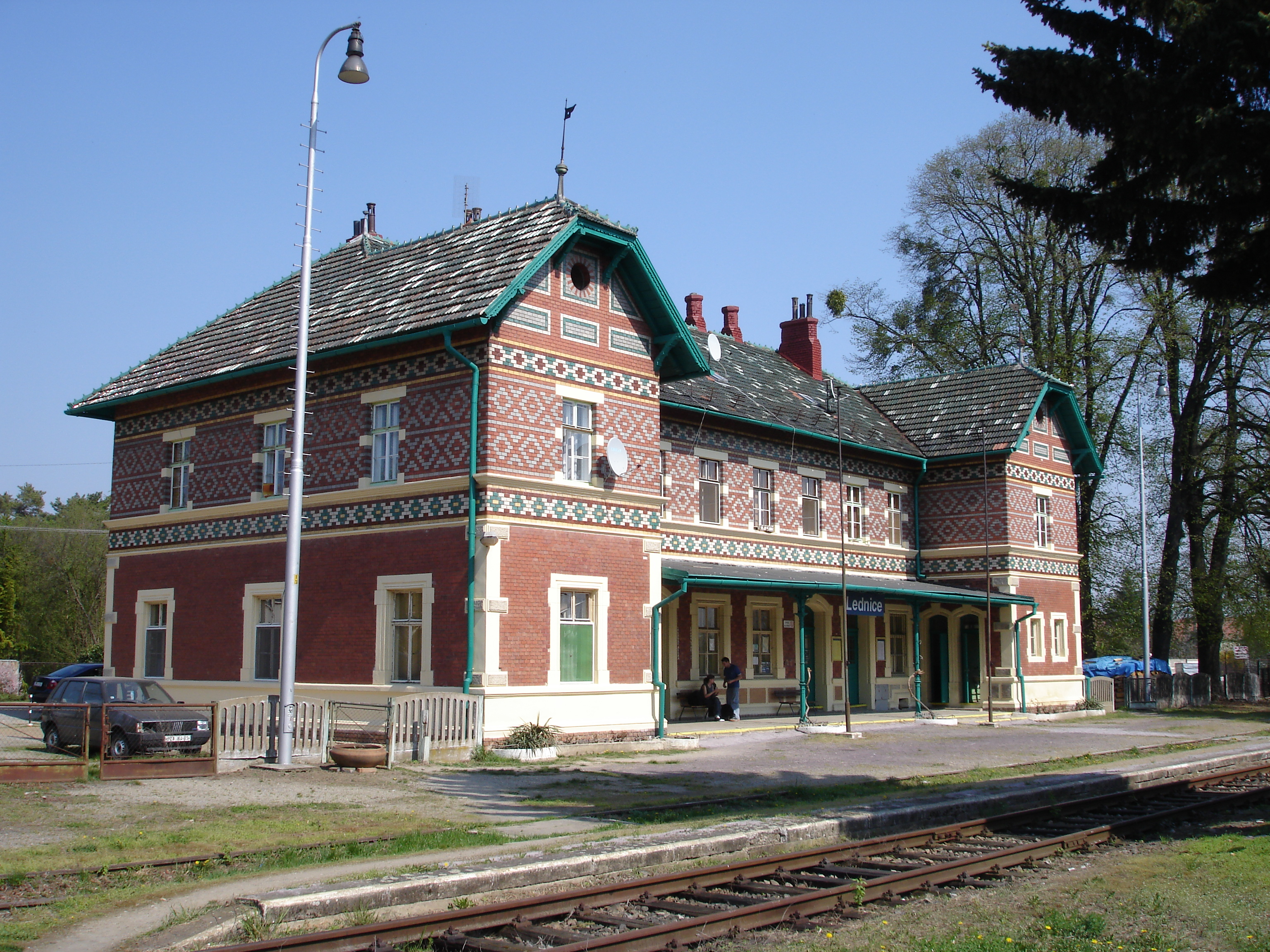
Nádraží v Lednici (1901)
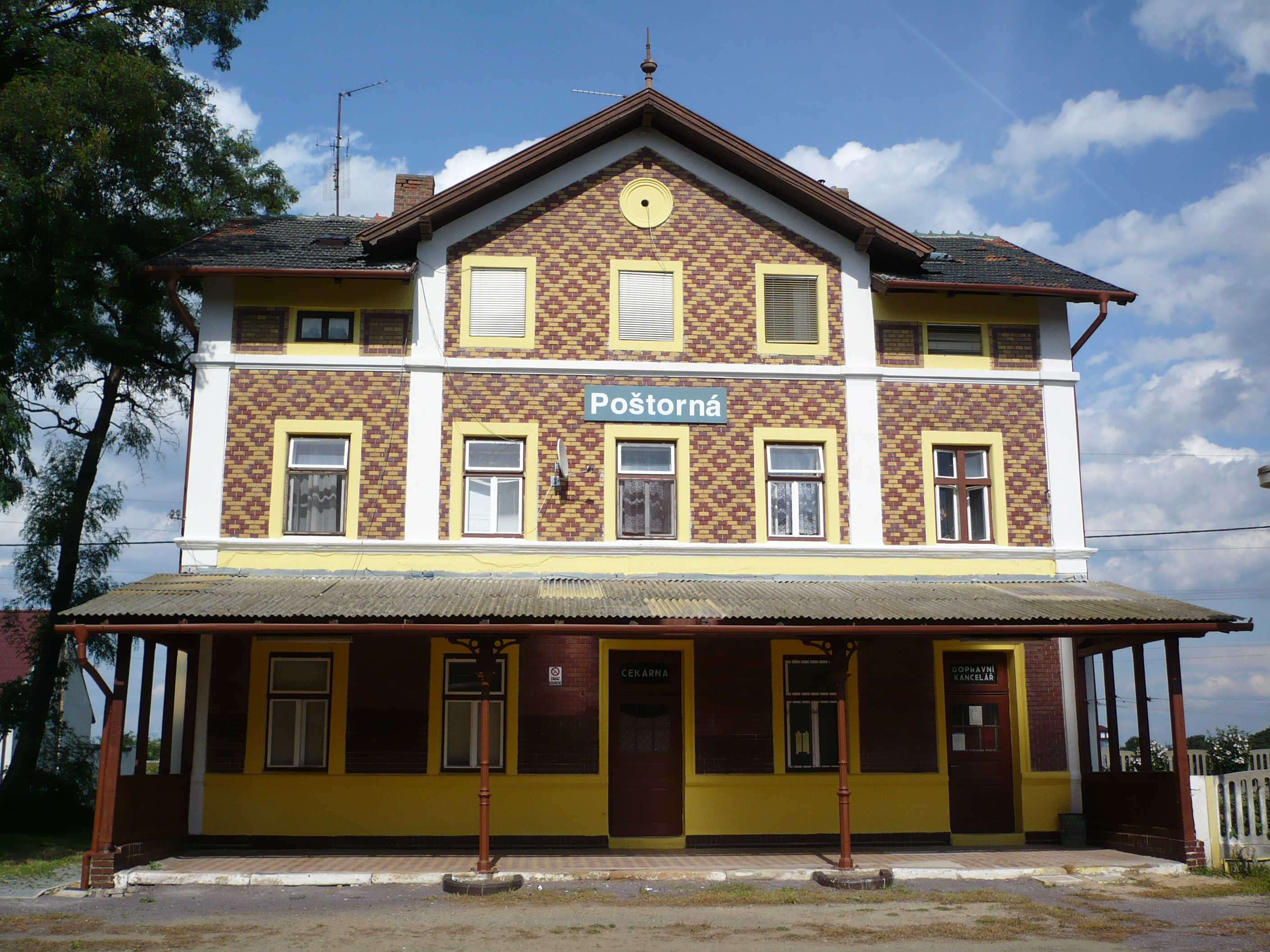
Nádraží v Poštorné (1901)
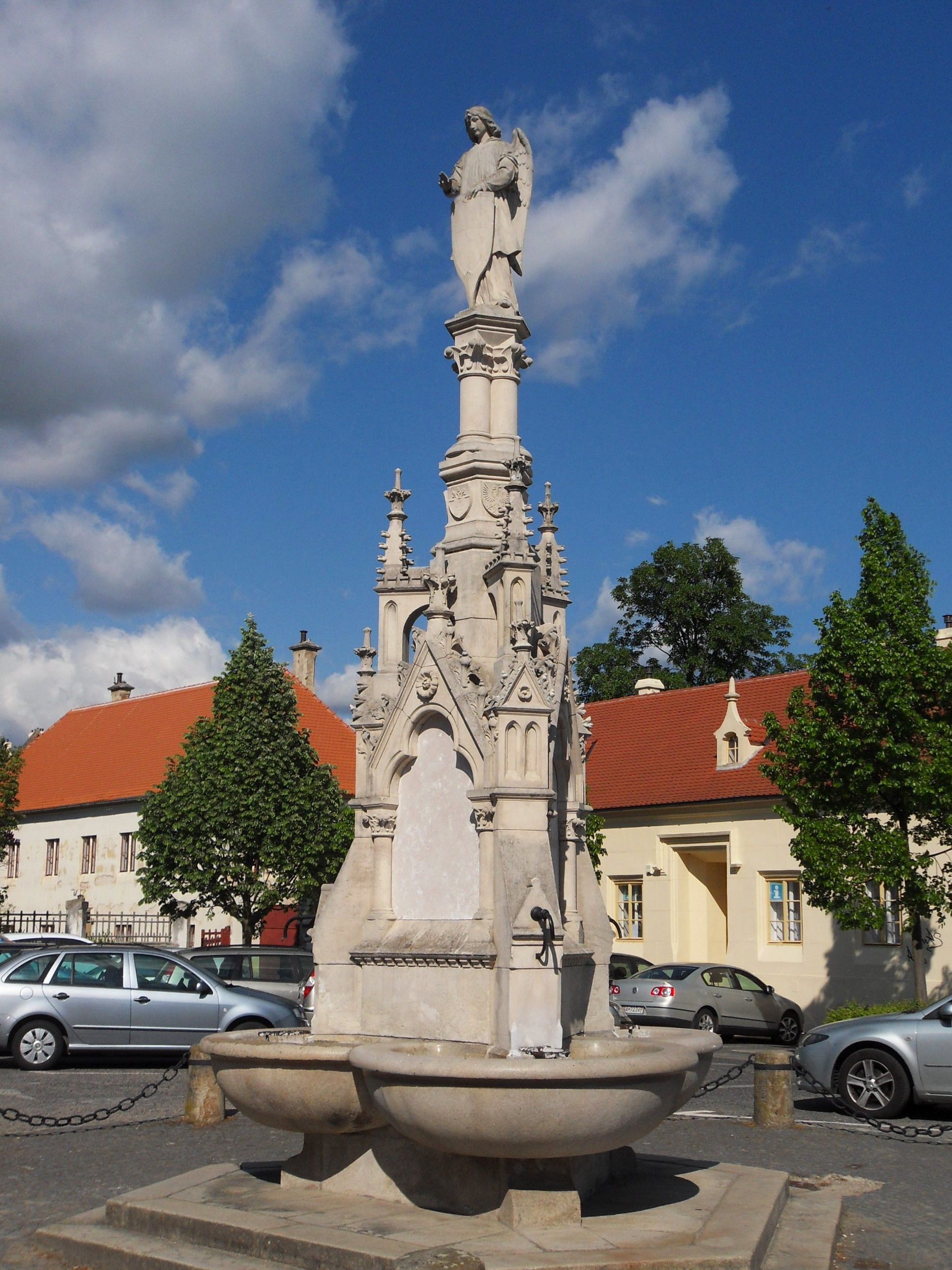
Jubilejní kašna v Lednici (1898)
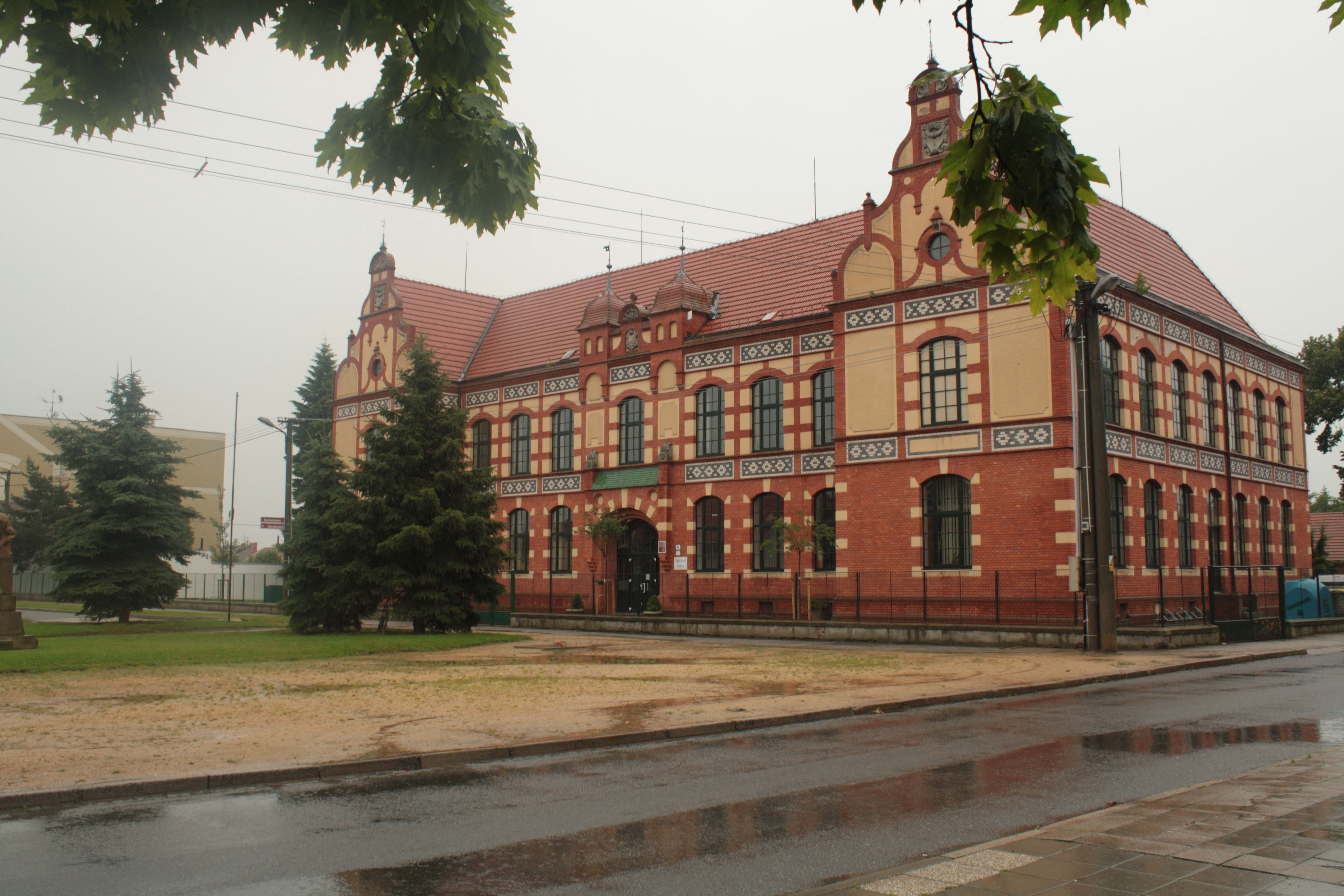
škola v Poštorné (1906)